# Mélanie Levy-Thiébaut
Mélanie Levy-Thiébaut, née le 28 septembre 1964 à Casablanca, est une cheffe d'orchestre française.

## Biographie
Mélanie Pascale Graciane Levy naît le 28 septembre 1964 à Casablanca.
En 1996, elle devient chef adjointe de l'Orchestre symphonique de Mulhouse. Elle est ensuite nommée directrice artistique du Cadre noir de Saumur, pour lequel elle dirige notamment l'Orchestre philharmonique de Hong Kong et l'Orchestre philharmonique de Kanagawa.
en 2014, Mélanie Levy-Thiébaut est nommée directrice musicale de l'Ensemble instrumental de la Mayenne,. Elle dirige différents orchestres, tels que l'Orchestre philharmonique royal de Liège, l'Orchestre national d'Île-de-France, le Chœur de Radio France, l'Orchestre national de Lille, l'Orchestre de Limoges et du Limousin, le Real Filharmonia de Galicia (es), la Sinfonietta de la Suisse romande ou encore la Camerata de Lausanne.
Après la reprise de La Nouvelle Babylone de Leonid Trauberg, sur une bande originale de Dmitri Chostakovitch avec le Real Filharmonia de Galicia, elle a travaillé sur la forme du ciné-concert, en concevant des montages musicaux, issus des œuvres du grand répertoire. Ainsi, en 2012, elle crée le ciné-concert Faust de Murnau, sur une musique d'Hector Berlioz, aux côtés de l'Orchestre de Limoges et du Limousin. En 2015, elle assure la création de L'Aventure du cinématographe, ciné-concert familial retraçant les débuts du cinéma (Étienne-Jules Marey, Émile Cohl, Georges Méliès), porté par la musique de Georges Bizet, Charles Gounod, Gabriel Fauré et Gréco Casadesus.
En 2016, elle crée le ciné-concert Bucking Broadway de John Ford, sur une musique de Marc-Olivier Dupin, à la suite d'une commande de l'Ensemble instrumental de la Mayenne.

## Décorations
Mélanie Levy-Thiébaut est nommée chevalier dans l'ordre national du Mérite le 15 novembre 2018 au titre de « cheffe d'orchestre, directrice artistique et musicale d'un orchestre ; 22 ans de services ».